# گم‌شدن اشعیا
گم‌شدن اشعیا (به انگلیسی: Losing Isaiah) یا گم‌شدن آیزایا یک فیلم سینمایی آمریکایی در ژانر درام محصول سال ۱۹۹۵ و به کارگردانی استیون جیلنهال است. در این فیلم بازیگرانی همچون جسیکا لنگ، هلی بری، ساموئل ال. جکسون، کوبا گودینگ جونیور، دیوید استراترن، رجینا تیلور، لاتانیا ریچاردسون، دیزی ایگن، جوئی لی، جکلین بروکس ایفای نقش کرده‌اند.

## چکیده داستان
یک بچه سیاه‌پوست را که مادر معتادش رها کرده، زن سفیدپوستی که خود مددکار اجتماعی است، می‌یابد و نزد خود پناه می‌دهد. سالها بعد، زن سیاه‌پوست، پس از آزاد شدن از زندان، از موضوع خبردار می‌شود و با شکوائیه خود زن سفیدپوست را به دادگاه می‌کشاند.